# Dakona
Dakona foi uma banda cristã da cidade de Vancouver, Canadá.

## Biografia
Formada em 1998, Dakona a banda canadense de Vancouver, realizou 2 trabalhos EP até lançar seu unico álbum "Perfect Change", Dakona sempre tocou entre Canadá e Seatle, Após tocarem em colégios, e até num hospital beneficente o grupo teve várias ofertas de gravadoras, acabaram preferindo pela Maverick Records, depois de um longo trabalho o álbum produzido por Rob Caballo termina e denomina-se "Perfect Change" com várias faixas tocadas em radios cristãs , como "Richest Man in the World" entre outras como "In God’s Name", "Waiting", depois deste unico álbum, a banda confirmou que Dakona não se apresentará mais e seguem com projetos solo como Ryan McAllister que tem uma carreira solo agora como "Ryan David".

## Integrantes
- Shane Dueck - baixo
- Brook Winstanley - guitarra
- Ryan McAllister - vocal/guitarra
- John Biondolillo - bateria

## Discografia
- 1998 "Good Enough For Me" (independente)

- 2000 "Ordinary Heroes" (independente)

- 2003 23/09 "Perfect Change" (Maverick Records)